# Берестечківська міська рада
Бересте́чківська міська́ ра́да — адміністративно-територіальна одиниця та орган місцевого самоврядування в Горохівському районі Волинської області. Адміністративний центр — місто Берестечко.

## Загальні відомості
- Територія ради: 1,98 км²
- Населення ради: 1727 осіб (станом на 2015 рік)
- Територією ради протікає річка Стир

## Населені пункти
Міській раді підпорядковані населені пункти:
- м. Берестечко

## Склад ради
Рада складається з 14 депутатів та голови.
- Голова ради: Залевська Валентина Василівна
- Секретар ради:

### Керівний склад попередніх скликань
| ПІБ                           | Основні відомості | Дата обрання | Дата звільнення |
| ----------------------------- | --- | ------------ | --------------- |
| Шотік Микола Олексійович      | Міський голова, 1958 року народження, освіта вища, безпартійний                                                          | 26.03.2006   | 31.10.2010      |
| Шотік Микола Олексійович      | Міський голова, 1958 року народження, освіта вища, член Народної партії                                                  | 31.10.2010   | 04.11.2014      |
| Залевська Валентина Василівна | Міський голова, 1968 року народження, освіта вища, безпартійна, від політичної партії Всеукраїнське об'єднання «Свобода» | 25.10.2015   |                 |

Примітка: таблиця складена за даними:
- Голови Берестечківської міської ради
- Секретарі Берестечківської міської ради
- Результати виборів[недоступне посилання з червня 2019] на сайті Центральної виборчої комісії

### Депутати VII скликання
За результатами місцевих виборів 2015 року депутатами ради стали:

#### За суб'єктами висування
| Суб'єкт висування                                          | Кількість обраних депутатів | %     |
| ---------------------------------------------------------- | --------------------------- | ----- |
| Політична партія «Українське Об'єднання патріотів — УКРОП» | 3                           | 21.43 |
| Політична партія Всеукраїнське об'єднання «Батьківщина»    | 3                           | 21.43 |
| Радикальна партія Олега Ляшка                              | 2                           | 14.29 |
| Аграрна партія України                                     | 2                           | 14.29 |
| Політична партія Всеукраїнське об'єднання «Свобода»        | 2                           | 14.29 |
| Партія Блок Петра Порошенка «Солідарність»                 | 2                           | 14.29 |

#### За округами
| № округу                                                   | Прізвище, ім'я, по батькові    | Дата нар.  | Освіта              | Партійна приналежність                                        | Відомості                                                                                 |
| ---------------------------------------------------------- | ------------------------------ | ---------- | ------------------- | ------------------------------------------------------------- | ----------------------------------------------------------------------------------------- |
| політична партія Всеукраїнське об'єднання «Батьківщина»    |                                |            |                     |                                                               |                                                                                           |
| пк                                                         | Лащук Валентин Вікторович      | 24.01.1964 | вища                | член політичної партії Всеукраїнське об'єднання «Батьківщина» | Тимчасово не працює                                                                       |
| 13                                                         | Освіцінський Ян Андрійович     | 11.07.1964 | вища                | член політичної партії Всеукраїнське об'єднання «Батьківщина» | Фізична особа-підприємець                                                                 |
| 14                                                         | Мацелко Роман Васильович       | 06.10.1983 | вища                | безпартійний                                                  | Горохівський цех № 4 телекомунікаційних послуг ПАТ "Укртелеком, механік                   |
| ПОЛІТИЧНА ПАРТІЯ «УКРАЇНСЬКЕ ОБ'ЄДНАННЯ ПАТРІОТІВ — УКРОП» |                                |            |                     |                                                               |                                                                                           |
| пк                                                         | Чернець Віта Юріївна           | 03.08.1979 | вища                | безпартійна                                                   | Публічне акціонерне товариство «Ощадний банк» м. Берестечко, касир                        |
| 4                                                          | Марценюк Андрій Володимирович  | 27.01.1986 | середня спеціальна  | безпартійний                                                  | Товариство з обмеженою відповідальністю «Птахокомплекс Губин» с. Піски, оператор-електрик |
| 7                                                          | Герасимович Микола Миколайович | 14.10.1982 | загальна середня    | безпартійний                                                  | тимчасово не працює                                                                       |
| Аграрна партія України                                     |                                |            |                     |                                                               |                                                                                           |
| пк                                                         | Морозюк Валентина Михайлівна   | 17.02.1975 | вища                | безпартійна                                                   | Професійно- технічне училище № 27, викладач                                               |
| 6                                                          | Максимець Орися Олегівна       | 01.08.1986 | вища                | безпартійна                                                   | Професійно- технічне училище № 27, викладач                                               |
| ПАРТІЯ "БЛОК ПЕТРА ПОРОШЕНКА «СОЛІДАРНІСТЬ»                |                                |            |                     |                                                               |                                                                                           |
| пк                                                         | Цинтилевич Юрій Олександрович  | 20.03.1994 | професійно-технічна | безпартійний                                                  | Зона бойових дій, контрактник                                                             |
| 8                                                          | Кобзуненко Зіновія Миколаївна  | 10.11.1953 | вища                | безпартійна                                                   | Берестечківська районна лікарня, лікар педіатр                                            |
| політична партія Всеукраїнське об'єднання «Свобода»        |                                |            |                     |                                                               |                                                                                           |
| пк                                                         | Курчин Володимир Володимирович | 24.06.1985 | вища                | безпартійний                                                  | Святодухів-ський храм м. Берестечко, настоятель храму                                     |
| 9                                                          | Дергай Олег Анатолійович       | 15.07.1974 | вища                | член політичної партії Всеукраїнське об'єднання «Свобода»     | Музей м. Берестечко, горохівський район, директор музею                                   |
| Радикальна партія Олега Ляшка                              |                                |            |                     |                                                               |                                                                                           |
| пк                                                         | Самолюк Андрій Олексійович     | 15.12.1987 | вища                | безпартійний                                                  | Шацьке УДЛТ, головний лісничий                                                            |
| 2                                                          | Кирющенко Віталій Георгійович  | 28.11.1979 | середня спеціальна  | безпартійний                                                  | Приватний підприємець                                                                     |

### Депутати VI скликання
За результатами місцевих виборів 2010 року депутатами ради стали:

#### За суб'єктами висування
| Суб'єкт висування                                       | Кількість обраних депутатів | %    |
| ------------------------------------------------------- | --------------------------- | ---- |
| Народна Партія                                          | 6                           | 40   |
| Політична партія Всеукраїнське об'єднання «Батьківщина» | 4                           | 26,7 |
| Політична партія «Сильна Україна»                       | 3                           | 20   |
| Партія промисловців і підприємців України               | 1                           | 6,7  |
| Партія регіонів                                         | 1                           | 6,7  |

#### За округами
| № округу                                                | Прізвище, ім'я, по батькові       | Дата визнання обраним | Освіта                    | Партійна приналежність                         | Відомості про обраного депутата                       |
| ------------------------------------------------------- | --------------------------------- | --------------------- | ------------------------- | ---------------------------------------------- | ----------------------------------------------------- |
| Народна Партія                                          |                                   |                       |                           |                                                |                                                       |
| б/м                                                     | Кобзуненко Зіновія Миколаївна     | 03.11.2010            | Освіта вища               | член Народної партії                           | Берестечківська РЛ № 2, лікар                         |
| 1                                                       | Романовський Анатолій Мелетійович | 02.11.2010            | Освіта вища               | член Народної партії                           | ПТУ-27 м. Берестечко, викладач фізичного виховання    |
| 2                                                       | Дума Ігор Петрович                | 02.11.2010            | Освіта середня спеціальна | член Народної партії                           | ПТУ-27 м. Берестеч-ко, майстер виробничого навчання   |
| 5                                                       | Залевська Надія Олександрівна     | 02.11.2010            | Освіта вища               | член Народної партії                           | Берестечківська міська рада, секретар                 |
| 6                                                       | Політило Віталій Олександрович    | 02.11.2010            | Освіта вища               | член Народної партії                           | тимчасово не працює                                   |
| 7                                                       | Бернацький Ігор Леонідович        | 02.11.2010            | Освіта середня спеціальна | член Народної партії                           | ПТУ-27 м. Берестечко, майстер виробничого навчання    |
| Партія промисловців і підприємців України               |                                   |                       |                           |                                                |                                                       |
| 3                                                       | Адамська Ірина Миколаїна          | 02.11.2010            | Освіта вища               | член Партії промисловців і підприємців України | ПТУ-27 м. Берестеч-ко, комендант гуртожитку           |
| Партія регіонів                                         |                                   |                       |                           |                                                |                                                       |
| б/м                                                     | Федчик Лариса Михайлівна          | 03.11.2010            | Освіта вища               | член Партії регіонів                           | психоневрологічний диспансер м. Берестечко, бухгалтер |
| Політична партія Всеукраїнське об'єднання «Батьківщина» |                                   |                       |                           |                                                |                                                       |
| б/м                                                     | Освіцінський Ян Андрійович        | 03.11.2010            | Освіта вища               | член Всеукраїнського об'єднання «Батьківщина»  | приватний підприємець                                 |
| б/м                                                     | Коровицький Андрій Олексійович    | 03.11.2010            | Освіта вища               | член Всеукраїнського об'єднання «Батьківщина»  | приватний підприємець                                 |
| б/м                                                     | Лащук Валентин Вікторович         | 03.11.2010            | Освіта вища               | член Всеукраїнського об'єднання «Батьківщина»  | тимчасово не працює                                   |
| б/м                                                     | Ярмощук Ігор Анатолійович         | 03.11.2010            | Освіта вища               | член Всеукраїнського об'єднання «Батьківщина»  | приватний підприємець                                 |
| Політична партія «Сильна Україна»                       |                                   |                       |                           |                                                |                                                       |
| б/м                                                     | Залевська Валентина Василівна     | 03.11.2010            | Освіта вища               | член Політичної партії «Сильна Україна»        | загальноосвітня школа І-ІІ ст. с. Зелене, вчитель     |
| 4                                                       | Чернець Віта Юріївна              | 02.11.2010            | Освіта вища               | член Політичної партії «Сильна Україна»        | тимчасово не працює                                   |
| 8                                                       | Зборовський Леонід Саватійович    | 02.11.2010            | Освіта вища               | член Політичної партії «Сильна Україна»        | Укртелеком УТПА 4 м. Горохів, інженер електрозв'язку  |